# Temporada 1954 de Fórmula 1
La Temporada 1954 de Fórmula 1 fue la 5.ª del Campeonato Mundial de Pilotos de la FIA. Se disputó entre el 17 de enero y el 24 de octubre. El campeonato consistió en 9 carreras, 8 de Fórmula 1 más Indianápolis 500, disputada bajo las reglas de la AAA. Juan Manuel Fangio obtuvo su segundo campeonato.

## Resumen de la temporada
El Campeonato comenzó en Argentina en la que fue la primera victoria de Fangio en su país natal. Tras el paréntesis de Indianápolis, Fangio consiguió una nueva victoria en Bélgica, tras la cual abandonó Maserati para recalar en Mercedes, que estaba preparándose para debutar en Francia.
En su primer Gran Premio, el nuevo W196 dominó con autoridad la carrera y Mercedes consiguió un doblete con la victoria de Fangio y el segundo puesto de Kling. Sin embargo, en el siguiente Gran Premio, en el revirado circuito de Silverstone, el radical diseño aerodinámico del coche lo hacía muy difícil de manejar, y facilitó el doblete de Ferrari.
Tras la experiencia de Gran Bretaña, Mercedes rediseñó el coche, modificando su chasis por otro de aspecto más tradicional, que llevaría a Fangio a ganar consecutivamente las tres siguientes carreras y certificando así su segundo Campeonato Mundial de Pilotos.
Ascari, el defensor del título, solo tuvo oportunidad de competir con su nuevo Lancia en la última carrera, donde demostró el potencial del coche marcando la pole y la vuelta rápida antes de tener que abandonar por problemas mecánicos

## Escuderías y pilotos
| Escudería                           | Constructor      | Chasis      | Motor                                                       | Neu. | Pilotos               | Rondas    |
| ----------------------------------- | ---------------- | ----------- | ----------------------------------------------------------- | ---- | --------------------- | --------- |
| Officine Alfieri Maserati           | Maserati         | 250F A6GCM  | Maserati 250F1 2.5 L6 Maserati A6 2.0 L                     | P    | Juan Manuel Fangio    | 1, 3      |
| Officine Alfieri Maserati           | Maserati         | 250F A6GCM  | Maserati 250F1 2.5 L6 Maserati A6 2.0 L                     | P    | Onofre Marimón        | 1, 3-6    |
| Officine Alfieri Maserati           | Maserati         | 250F A6GCM  | Maserati 250F1 2.5 L6 Maserati A6 2.0 L                     | P    | Luigi Musso           | 1,8-9     |
| Officine Alfieri Maserati           | Maserati         | 250F A6GCM  | Maserati 250F1 2.5 L6 Maserati A6 2.0 L                     | P    | Prince Bira           | 1         |
| Officine Alfieri Maserati           | Maserati         | 250F A6GCM  | Maserati 250F1 2.5 L6 Maserati A6 2.0 L                     | P    | Sergio Mantovani      | 3-4, 6-9  |
| Officine Alfieri Maserati           | Maserati         | 250F A6GCM  | Maserati 250F1 2.5 L6 Maserati A6 2.0 L                     | P    | Alberto Ascari        | 4-5       |
| Officine Alfieri Maserati           | Maserati         | 250F A6GCM  | Maserati 250F1 2.5 L6 Maserati A6 2.0 L                     | P    | Luigi Villoresi       | 4-6, 8    |
| Officine Alfieri Maserati           | Maserati         | 250F A6GCM  | Maserati 250F1 2.5 L6 Maserati A6 2.0 L                     | P    | Roberto Mieres        | 7-9       |
| Officine Alfieri Maserati           | Maserati         | 250F A6GCM  | Maserati 250F1 2.5 L6 Maserati A6 2.0 L                     | P    | Stirling Moss         | 7, 9      |
| Officine Alfieri Maserati           | Maserati         | 250F A6GCM  | Maserati 250F1 2.5 L6 Maserati A6 2.0 L                     | P    | Harry Schell          | 7         |
| Officine Alfieri Maserati           | Maserati         | 250F A6GCM  | Maserati 250F1 2.5 L6 Maserati A6 2.0 L                     | P    | Louis Rosier          | 8         |
| Officine Alfieri Maserati           | Maserati         | 250F A6GCM  | Maserati 250F1 2.5 L6 Maserati A6 2.0 L                     | P    | Paco Godia            | 9         |
| Scuderia Ferrari                    | Ferrari          | 625 553 500 | Ferrari 625 2.5 L4 Ferrari 554 2.5 L4 Ferrari 500 2.0 L4    | P    | Giuseppe Farina       | 1, 3      |
| Scuderia Ferrari                    | Ferrari          | 625 553 500 | Ferrari 625 2.5 L4 Ferrari 554 2.5 L4 Ferrari 500 2.0 L4    | P    | José Froilán González | 1, 3–8    |
| Scuderia Ferrari                    | Ferrari          | 625 553 500 | Ferrari 625 2.5 L4 Ferrari 554 2.5 L4 Ferrari 500 2.0 L4    | P    | Mike Hawthorn         | 1, 3–9    |
| Scuderia Ferrari                    | Ferrari          | 625 553 500 | Ferrari 625 2.5 L4 Ferrari 554 2.5 L4 Ferrari 500 2.0 L4    | P    | Umberto Maglioli      | 1, 7–8    |
| Scuderia Ferrari                    | Ferrari          | 625 553 500 | Ferrari 625 2.5 L4 Ferrari 554 2.5 L4 Ferrari 500 2.0 L4    | P    | Maurice Trintignant   | 4–9       |
| Scuderia Ferrari                    | Ferrari          | 625 553 500 | Ferrari 625 2.5 L4 Ferrari 554 2.5 L4 Ferrari 500 2.0 L4    | P    | Piero Taruffi         | 6         |
| Scuderia Ferrari                    | Ferrari          | 625 553 500 | Ferrari 625 2.5 L4 Ferrari 554 2.5 L4 Ferrari 500 2.0 L4    | P    | Robert Manzon         | 7–8       |
| Scuderia Ferrari                    | Ferrari          | 625 553 500 | Ferrari 625 2.5 L4 Ferrari 554 2.5 L4 Ferrari 500 2.0 L4    | P    | Alberto Ascari        | 8         |
| Equipe Gordini                      | Gordini          | T16         | Gordini 23 2.5 L6                                           | E    | Jean Behra            | 1, 3-9    |
| Equipe Gordini                      | Gordini          | T16         | Gordini 23 2.5 L6                                           | E    | Élie Bayol            | 1         |
| Equipe Gordini                      | Gordini          | T16         | Gordini 23 2.5 L6                                           | E    | Roger Loyer           | 1         |
| Equipe Gordini                      | Gordini          | T16         | Gordini 23 2.5 L6                                           | E    | Paul Frère            | 3-4, 6    |
| Equipe Gordini                      | Gordini          | T16         | Gordini 23 2.5 L6                                           | E    | André Pilette         | 3, 5-6    |
| Equipe Gordini                      | Gordini          | T16         | Gordini 23 2.5 L6                                           | E    | Jacques Pollet        | 4, 9      |
| Equipe Gordini                      | Gordini          | T16         | Gordini 23 2.5 L6                                           | E    | Clemar Bucci          | 5-8       |
| Equipe Gordini                      | Gordini          | T16         | Gordini 23 2.5 L6                                           | E    | Fred Wacker           | 7-8       |
| Mercedes Benz AG                    | Mercedes         | W196        | Mercedes M196 2.5 L8                                        | C    | Juan Manuel Fangio    | 4-9       |
| Mercedes Benz AG                    | Mercedes         | W196        | Mercedes M196 2.5 L8                                        | C    | Karl Kling            | 4-9       |
| Mercedes Benz AG                    | Mercedes         | W196        | Mercedes M196 2.5 L8                                        | C    | Hans Herrmann         | 4, 6-9    |
| Mercedes Benz AG                    | Mercedes         | W196        | Mercedes M196 2.5 L8                                        | C    | Hermann Lang          | 6         |
| Ecurie Rosier                       | Ferrari Maserati | 500 625 250 | Ferrari 500 2.0 L4 Ferrari 625 2.5 L4 Maserati 250F1 2.5 L6 | D P  | Louis Rosier          | 1, 4–6, 9 |
| Ecurie Rosier                       | Ferrari Maserati | 500 625 250 | Ferrari 500 2.0 L4 Ferrari 625 2.5 L4 Maserati 250F1 2.5 L6 | D P  | Maurice Trintignant   | 1, 3      |
| Ecurie Rosier                       | Ferrari Maserati | 500 625 250 | Ferrari 500 2.0 L4 Ferrari 625 2.5 L4 Maserati 250F1 2.5 L6 | D P  | Robert Manzon         | 4–6, 9    |
| Emmanuel de Graffenried             | Maserati         | A6GCM       | Maserati A6 2.0 L6                                          | P    | Toulo de Graffenried  | 1, 9      |
| Emmanuel de Graffenried             | Maserati         | A6GCM       | Maserati A6 2.0 L6                                          | P    | Ottorino Volonterio   | 9         |
| Prince Bira                         | Maserati         | 250         | Maserati 250F1 2.5 L6                                       | P D  | Prince Bira           | 3-6, 9    |
| Prince Bira                         | Maserati         | 250         | Maserati 250F1 2.5 L6                                       | P D  | Ron Flockhart         | 5         |
| Owen Racing Organisation            | Maserati         | 250         | Maserati 250F1 2.5 L6                                       | D    | Ken Wharton           | 4-7, 9    |
| Owen Racing Organisation            | Maserati         | 250         | Maserati 250F1 2.5 L6                                       | D    | Guerino Bertocchi     | 9         |
| Scuderia Lancia                     | Lancia           | D50         | Lancia DS50 2.5 V8                                          | P    | Alberto Ascari        | 9         |
| Scuderia Lancia                     | Lancia           | D50         | Lancia DS50 2.5 V8                                          | P    | Luigi Villoresi       | 9         |
| Ecurie Richmond                     | Cooper           | T23         | Bristol BS1 2.0 L6                                          | D    | Eric Brandon          | 5         |
| Ecurie Richmond                     | Cooper           | T23         | Bristol BS1 2.0 L6                                          | D    | Rodney Nuckey         | 5         |
| Equipe Moss A. E. Moss              | Maserati         | 250         | Maserati 250F1 2.5 L6                                       | P    | Stirling Moss         | 3, 5–6, 8 |
| G.A. Vandervell Vandervell Products | Vanwall          | Especial    | Vanwall 254 2.5 L4                                          | P    | Peter Collins         | 5, 8–9    |
| Harry Schell                        | Maserati         | 250 A6GCM   | Maserati 250F1 2.5 L6 Maserati A6 2.0 L6                    | P    | Harry Schell          | 1, 4–6, 9 |
| Roberto Mieres                      | Maserati         | 250 A6GCM   | Maserati 250F1 2.5 L6 Maserati A6 2.0 L6                    | P    | Roberto Mieres        | 1, 3–6    |
| Jorge Daponte                       | Maserati         | A6GCM       | Maserati A6 2.0 L6                                          | P    | Jorge Daponte         | 1, 8      |
| Onofre Marimón                      | Maserati         | A6GCM       | Maserati A6 2.0 L6                                          | P    | Carlos Menditéguy     | 1         |
| Ecurie Francorchamps                | Ferrari          | 500         | Ferrari 500 2.0 L4                                          | E    | Jacques Swaters       | 3, 7, 9   |
| Georges Berger                      | Gordini          | T16         | Gordini 23 2.5 L6                                           | E    | Georges Berger        | 4         |
| HW Motors                           | HMW              | 53          | Alta GP 2.5 L4                                              | D    | Lance Macklin         | 4         |
| Gilby Engineering                   | Maserati         | 250         | Maserati 250F1 2.5 L6                                       | D    | Roy Salvadori         | 4-5       |
| Scuderia Ambrosiana                 | Ferrari          | 500         | Ferrari 500 2.0 L4                                          | A    | Reg Parnell           | 5         |
| Peter Whitehead                     | Cooper           | T24         | Alta GP 2.5 L4                                              | D    | Peter Whitehead       | 5         |
| Bill Whitehouse                     | Connaught        | Type A      | Lea-Francis 2.0 L4                                          | D    | Bill Whitehouse       | 5         |
| Leslie Marr                         | Connaught        | Type A      | Lea-Francis 2.0 L4                                          | D    | Leslie Marr           | 5         |
| R.R.C. Walker Racing Team           | Connaught        | Type A      | Lea-Francis 2.0 L4                                          | D    | John Riseley-Prichard | 5         |
| Sir Jeremy Boles                    | Connaught        | Type A      | Lea-Francis 2.0 L4                                          | D    | Don Beauman           | 5         |
| Ecurie Ecosse                       | Connaught        | Type A      | Lea-Francis 2.0 L4                                          | D    | Leslie Thorne         | 5         |
| R. J. Chase                         | Cooper           | T23         | Bristol BS1 2.0 L6                                          | D    | Alan Brown            | 5         |
| Gould's Garage (Bristol)            | Cooper           | T23         | Bristol BS1 2.0 L6                                          | D    | Horace Gould          | 5         |
| Bob Gerard                          | Cooper           | T23         | Bristol BS1 2.0 L6                                          | D    | Bob Gerard            | 5         |
| Hans Klenk                          | Klenk            | Meteor      | BMW 328 2.0 L6                                              | P    | Theo Helfrich         | 6         |
| Giovanni de Riu                     | Maserati         | A6GCM       | Maserati A6 2.0 L6                                          | P    | Giovanni de Riu       | 8         |

## Resultados
| Carrera                     | Fecha           | Circuito          | Piloto ganador        | Constructor ganador      | Resultados |
| --------------------------- | --------------- | ----------------- | --------------------- | ------------------------ | ---------- |
| Gran Premio de Argentina    | 17 de enero     | Buenos Aires      | Juan Manuel Fangio    | Maserati                 | Resultados |
| Indianápolis 500            | 31 de mayo      | Indianápolis      | Bill Vukovich         | Kurtis Kraft-Offenhauser | Resultados |
| Gran Premio de Bélgica      | 20 de junio     | Spa-Francorchamps | Juan Manuel Fangio    | Maserati                 | Resultados |
| Gran Premio de Francia      | 4 de julio      | Reims             | Juan Manuel Fangio    | Mercedes                 | Resultados |
| Gran Premio de Gran Bretaña | 17 de julio     | Silverstone       | José Froilán González | Ferrari                  | Resultados |
| Gran Premio de Alemania     | 1 de agosto     | Nürburgring       | Juan Manuel Fangio    | Mercedes                 | Resultados |
| Gran Premio de Suiza        | 22 de agosto    | Bremgarten        | Juan Manuel Fangio    | Mercedes                 | Resultados |
| Gran Premio de Italia       | 5 de septiembre | Monza             | Juan Manuel Fangio    | Mercedes                 | Resultados |
| Gran Premio de España       | 24 de octubre   | Pedralbes         | Mike Hawthorn         | Ferrari                  | Resultados |

## Clasificaciones

### Sistema de puntuación
- Puntuaban los cinco primeros de cada carrera, más un punto adicional para la vuelta rápida.
- Para el campeonato de pilotos solo se contabilizaban los cinco mejores resultados obtenidos por cada competidor.
- En caso de que varios pilotos, por circunstancias de la carrera, compitieran con un mismo vehículo, los puntos serían divididos equitativamente entre los pilotos.
- En caso de que dos o más pilotos marcaran el mismo tiempo de vuelta rápida el punto sería dividido equitativamente entre todos ellos; un caso extremo ocurrió en el Gran Premio de Gran Bretaña de 1954, donde siete pilotos marcaron el mismo tiempo de vuelta rápida, otorgándoles a cada 1/7 de punto.

| Posición | 1.º | 2.º | 3.º | 4.º | 5.º | VR |
| Puntos   | 8   | 6   | 4   | 3   | 2   | 1  |

### Campeonato de Pilotos
| Pos. | Piloto                | ARG | 500     | BEL  | FRA | GBR       | GER | SUI | ITA      | ESP  | Puntos           |
| ---- | --------------------- | --- | ------- | ---- | --- | --------- | --- | --- | -------- | ---- | ---------------- |
| 1    | Juan Manuel Fangio    | 1   |         | 1    | 1   | (4)       | 1   | 1   | (1)      | (3)  | 42 (57 1⁄7)      |
| 2    | José Froilán González | 3   |         | (4)‡ | Ret | 1         | 2‡  | 2   | 3‡ / Ret |      | 25 1⁄7 (26 8⁄14) |
| 3    | Mike Hawthorn         | DSQ |         | 4‡   | Ret | 2         | 2‡  | Ret | 2        | 1    | 24 8⁄14          |
| 4    | Maurice Trintignant   | 4   |         | 2    | Ret | 5         | 3   | Ret | 5        | Ret  | 17               |
| 5    | Karl Kling            |     |         |      | 2   | 7         | 4   | Ret | Ret      | 5    | 12               |
| 6    | Bill Vukovich         |     | 1       |      |     |           |     |     |          |      | 8                |
| 7    | Hans Herrmann         |     |         |      | Ret |           | Ret | 3   | 4        | Ret  | 8                |
| 8    | Luigi Musso           | DNS |         |      |     |           |     |     | Ret      | 2    | 6                |
| 9    | Nino Farina           | 2   |         | Ret  |     |           |     |     |          |      | 6                |
| 10   | Jimmy Bryan           |     | 2       |      |     |           |     |     |          |      | 6                |
| 11   | Roberto Mieres        | Ret |         | Ret  | Ret | 6         | Ret | 4   | Ret      | 4    | 6                |
| 12   | Jack McGrath          |     | 3       |      |     |           |     |     |          |      | 5                |
| 13   | Stirling Moss         |     |         | 3    |     | Ret       | Ret | Ret | 10       | Ret  | 4 1⁄7            |
| 14   | Onofre Marimón        | Ret |         | Ret  | Ret | 3         |     |     |          |      | 4 1⁄7            |
| 15   | Robert Manzon         |     |         |      | 3   | Ret       | 9   |     | Ret      | Ret  | 4                |
| 16   | Sergio Mantovani      |     |         | 7    |     |           | 5   | 5   | 9        | Ret  | 4                |
| 17   | Prince Bira           | 7   |         | 6    | 4   | Ret‡      | Ret |     |          | 9    | 3                |
| 18   | Umberto Maglioli      | 9   |         |      |     |           |     | 7   | 3‡       |      | 2                |
| 19   | André Pilette         |     |         | 5    |     | 9         | Ret |     |          |      | 2                |
| 20   | Luigi Villoresi       |     |         |      | 5   | Ret‡      |     |     | Ret      | Ret  | 2                |
| 21   | Élie Bayol            | 5   |         |      |     |           |     |     |          |      | 2                |
| 22   | Mike Nazaruk          |     | 5       |      |     |           |     |     |          |      | 2                |
| 23   | Troy Ruttman          |     | 4‡      |      |     |           |     |     |          |      | 1 1⁄2            |
| 24   | Duane Carter          |     | 4‡/ 15‡ |      |     |           |     |     |          |      | 1 1⁄2            |
| 25   | Alberto Ascari        |     |         |      | Ret | Ret/ Ret‡ |     |     | Ret      | Ret  | 1 1⁄7            |
| 26   | Jean Behra            | DSQ |         | Ret  | 6   | Ret       | 10  | Ret | Ret      | Ret  | 1⁄7              |
| NC   | Harry Schell          | 6   |         |      | Ret | 12        | 7   | Ret |          | Ret  | 0                |
| NC   | Ken Wharton           |     |         |      | Ret | 8         |     | 6   |          | 8    | 0                |
| NC   | Fred Wacker           |     |         |      |     |           |     | Ret | 6        |      | 0                |
| NC   | Fred Agabashian       |     | 6       |      |     |           |     |     |          |      | 0                |
| NC   | Piero Taruffi         |     |         |      |     |           | 6   |     |          |      | 0                |
| NC   | Paco Godia            |     |         |      |     |           |     |     |          | 6    | 0                |
| NC   | Louis Rosier          | Ret |         |      | Ret | Ret       | 8   |     | 8        | 7    | 0                |
| NC   | Peter Collins         |     |         |      |     | Ret       |     |     | 7        |      | 0                |
| NC   | Don Freeland          |     | 7       |      |     |           |     |     |          |      | 0                |
| NC   | Jacques Swaters       |     |         | Ret  |     |           |     | 8   |          | Ret  | 0                |
| NC   | Toulo de Graffenried  | 8   |         |      |     |           |     |     |          | Ret‡ | 0                |
| NC   | Paul Russo            |     | 8       |      |     |           |     |     |          |      | 0                |
| NC   | Larry Crockett        |     | 9       |      |     |           |     |     |          |      | 0                |
| NC   | Cal Niday             |     | 10      |      |     |           |     |     |          |      | 0                |
| NC   | Bob Gerard            |     |         |      |     | 10        |     |     |          |      | 0                |
| NC   | Jorge Daponte         | Ret |         |      |     |           |     |     | 11       |      | 0                |
| NC   | Art Cross             |     | 11      |      |     |           |     |     |          |      | 0                |
| NC   | Don Beauman           |     |         |      |     | 11        |     |     |          |      | 0                |
| NC   | Chuck Stevenson       |     | 12      |      |     |           |     |     |          |      | 0                |
| NC   | Manny Ayulo           |     | 13      |      |     |           |     |     |          |      | 0                |
| NC   | Leslie Marr           |     |         |      |     | 13        |     |     |          |      | 0                |
| NC   | Bob Sweikert          |     | 14      |      |     |           |     |     |          |      | 0                |
| NC   | Leslie Thorne         |     |         |      |     | 14        |     |     |          |      | 0                |
| NC   | Horace Gould          |     |         |      |     | 15        |     |     |          |      | 0                |
| NC   | Jimmy Jackson         |     | 15†     |      |     |           |     |     |          |      | 0                |
| NC   | Ernie McCoy           |     | 16      |      |     |           |     |     |          |      | 0                |
| NC   | Jimmy Reece           |     | 17      |      |     |           |     |     |          |      | 0                |
| NC   | Ed Elisian            |     | 18      |      |     |           |     |     |          |      | 0                |
| NC   | Frank Armi            |     | 19      |      |     |           |     |     |          |      | 0                |
| NC   | Clemar Bucci          |     |         |      |     | Ret       | Ret | Ret | Ret      |      | 0                |
| NC   | Paul Frère            |     |         | Ret  | Ret |           | Ret |     |          |      | 0                |
| NC   | Roy Salvadori         |     |         |      | Ret | Ret       |     |     |          |      | 0                |
| NC   | Jacques Pollet        |     |         |      | Ret |           |     |     |          | Ret  | 0                |
| NC   | Roger Loyer           | Ret |         |      |     |           |     |     |          |      | 0                |
| NC   | Sam Hanks             |     | Ret     |      |     |           |     |     |          |      | 0                |
| NC   | Pat O'Connor          |     | Ret     |      |     |           |     |     |          |      | 0                |
| NC   | Rodger Ward           |     | Ret     |      |     |           |     |     |          |      | 0                |
| NC   | Gene Hartley          |     | Ret     |      |     |           |     |     |          |      | 0                |
| NC   | Andy Linden           |     | Ret     |      |     |           |     |     |          |      | 0                |
| NC   | Johnny Thomson        |     | Ret     |      |     |           |     |     |          |      | 0                |
| NC   | Jerry Hoyt            |     | Ret     |      |     |           |     |     |          |      | 0                |
| NC   | Jimmy Daywalt         |     | Ret     |      |     |           |     |     |          |      | 0                |
| NC   | Tony Bettenhausen     |     | Ret     |      |     |           |     |     |          |      | 0                |
| NC   | Spider Webb           |     | Ret     |      |     |           |     |     |          |      | 0                |
| NC   | Bill Homeier          |     | Ret     |      |     |           |     |     |          |      | 0                |
| NC   | Johnnie Parsons       |     | Ret     |      |     |           |     |     |          |      | 0                |
| NC   | Len Duncan            |     | Ret     |      |     |           |     |     |          |      | 0                |
| NC   | Pat Flaherty          |     | Ret‡    |      |     |           |     |     |          |      | 0                |
| NC   | Jim Rathmann          |     | Ret‡    |      |     |           |     |     |          |      | 0                |
| NC   | Lance Macklin         |     |         |      | Ret |           |     |     |          |      | 0                |
| NC   | Georges Berger        |     |         |      | Ret |           |     |     |          |      | 0                |
| NC   | Bill Whitehouse       |     |         |      |     | Ret       |     |     |          |      | 0                |
| NC   | John Riseley-Prichard |     |         |      |     | Ret       |     |     |          |      | 0                |
| NC   | Reg Parnell           |     |         |      |     | Ret       |     |     |          |      | 0                |
| NC   | Peter Whitehead       |     |         |      |     | Ret       |     |     |          |      | 0                |
| NC   | Eric Brandon          |     |         |      |     | Ret       |     |     |          |      | 0                |
| NC   | Ron Flockhart         |     |         |      |     | Ret†      |     |     |          |      | 0                |
| NC   | Hermann Lang          |     |         |      |     |           | Ret |     |          |      | 0                |
| NC   | Theo Helfrich         |     |         |      |     |           | Ret |     |          |      | 0                |
| NC   | Ottorino Volonterio   |     |         |      |     |           |     |     |          | Ret‡ | 0                |
| NC   | Alan Brown            |     |         |      |     | DNS       |     |     |          |      | 0                |
| NC   | Rodney Nuckey         |     |         |      |     | DNS       |     |     |          |      | 0                |
| Pos. | Piloto                | ARG | 500     | BEL  | FRA | GBR       | GER | SUI | ITA      | ESP  | Puntos           |

| Color      | Resultado                          |
| ---------- | ---------------------------------- |
| Oro        | Ganador                            |
| Plata      | 2.º puesto                         |
| Bronce     | 3.er puesto                        |
| Verde      | Finalizó en los puntos             |
| Azul       | Finalizó sin puntos                |
| Azul       | NC - No clasificado                |
| Violeta    | Ret - No terminó                   |
| Rojo       | DNQ - No se clasificó              |
| Rojo       | DNPQ - No se preclasificó          |
| Negro      | DSQ - Descalificado                |
| Blanco     | DNS - No empezó                    |
| Blanco     | WD - Retirado                      |
| Blanco     | C - Carrera cancelada              |
| Azul claro | TD - Entrenamientos libres (2003-) |
| Sin color  | DNP - Inscrito, pero no participó  |
| Sin color  | INJ - Inscrito, pero lesionado     |
| Sin color  | EX - Excluido                      |

| Estado  | Resultado                                                                             |
| ------- | ------------------------------------------------------------------------------------- |
| Negrita | Pole position                                                                         |
| Cursiva | Vuelta rápida                                                                         |
| 1-8     | Posiciones puntuables de clasificación sprint (2021-)                                 |
| †       | No acabó el Gran Premio, pero fue clasificado ya que completó el porcentaje necesario |
| ‡       | Monoplaza compartido                                                                  |
| ~       | Se otorgó la mitad de puntos ya que no se cumplió con el 75% de la carrera            |
| ≠       | No obtuvo puntos ya que era piloto invitado                                           |
| F2      | Inscrito para carrera de Fórmula 2, no sumaba puntos                                  |

#### Leyenda adicional
- Las puntuaciones sin paréntesis corresponden al cómputo oficial del Campeonato
  - La suma de la puntuación únicamente de los 5 mejores resultados del Campeonato, sin tener en cuenta los puntos que se hubieran obtenido en el resto de carreras.
- Las puntuaciones (entre paréntesis) corresponden al cómputo total de puntos obtenidos
  - La suma de la puntuación de todos los resultados del Campeonato, incluyendo los puntos obtenidos en carreras que no son computados para la clasificación final.
- Los resultados en cursiva se refieren a la vuelta rápida, que otorga 1 punto para el Campeonato de Pilotos.